# Агалеи
Агалеи или Агалуш (на гръцки: Αγαλαίοι), е село в Република Гърция, в дем Гревена на област Западна Македония.

## География
Селището е разположено на 720 m надморска височина на около 30 километра югоизточно от град Гревена и на 2 km северно от Кендро (Венци).

## История

### В Османската империя
В края на ХІХ век Агалуш заедно със съседното село Венци е център на едноименната нахия Венци на Кожанската каза на Османската империя. Край селото се е намирала кулата на агите, от която се управлявал голям турски чифлик, простиращ се върху 24 околни села.
Тогава Агалуш е смесено мюсюлманско-християнско гръкоезично село. Според статистиката на Васил Кънчов през 1900 година в Агалушъ (Ангелушъ) живеят 90 валахади (гръкоезични мюсюлмани) и 91 гърци християни.
На Етнографската карта на Битолския вилает на Картографския институт в София от 1901 година Агалуше е смесено гръцко-турско село в Кожанската каза на Серфидженския санджак с 30 къщи.
Според статистика на Серфидженския санджак на гръцкото консулство в Еласона от 1904 година в Агалеи (Αγαλαίοι), Гревенска каза, живеят 100 валахади и 40 гърци християни.
Гръцка атинска статистика от 1910 година сочи, че Αγαλαίος се обитава от 70 мюсюлмани и 109 православни елини.
По данни на секретаря на Българската екзархия Димитър Мишев („La Macédoine et sa Population Chrétienne“) в 1905 година в Агалуш (Agalouche) има 90 гърци.

### В Гърция
През Балканската война в 1912 година в селото влизат гръцки части и след Междусъюзническата в 1913 година Агалуш остава в Гърция.
Според сведения от 1920 година Агалуш е изцяло мюсюлманско валахадско селище с 31 фамилии и 85 жители.
В 1924 година по силата на Лозанския договор мюсюлманското население е изселено в Турция и на негово място са заселени 31 семейства или 75 души бежанци от Турция. В 1928 година селището е представено като изцяло бежанско с 31 семейства или 81 жители.
| Година    | 1913 | 1920 | 1928 | 1940 | 1951 | 1961 | 1971 | 1981 | 1991 | 2001 | 2011 | 2021 |
| --------- | ---- | ---- | ---- | ---- | ---- | ---- | ---- | ---- | ---- | ---- | ---- | ---- |
| Население | 116  | 84   | 75   | 125  | 125  | 140  | 100  | 123  | 93   | 72   | 47   | 38   |